# کیکان ری
کیکان ری (کره‌ای: 이규환؛ زادهٔ ۱۴ فوریهٔ ۱۹۱۵ - درگذشته نامشخص) بوکسور اهل کره جنوبی-ژاپن بود.